# Imunoserumi
Imunoserumi se, za razliku od vakcina, daju osobama obolelim od određene bolesti, a ne kao preventivna mera. Dobijaju se laboratorijskim prečišćavanjem krvi životinja obolelih od određene bolesti. 
Imunoserumi stvaraju pasivni veštački imunitet.
Neki od poznatijih imunoseruma su serumi protiv tetanusa, ujeda zmije, ujeda škorpije, difterije, ...

## Literatura
1. ↑  Janeway, Charles (2001). Immunobiology: the immune system in health and disease. New York: Garland.  0-8153-3642-X.
2. ↑  „Tetanus antitoxin” (PDF). Архивирано из оригинала (PDF) 25. 10. 2010. г. Приступљено 3. 4. 2011.
3. ↑  „Diphtheria antitoxin” (PDF). Архивирано из оригинала (PDF) 25. 10. 2010. г. Приступљено 3. 4. 2011.

## Dodatna literatura
- Mupapa K, Massamba M, Kibadi K, Kuvula K, Bwaka A, Kipasa M, Colebunders R, Muyembe-Tamfum JJ. 1999. Treatment of Ebola Hemorrhagic Fever with Blood Transfusions from Convalescent Patients. The Journal of Infectious Diseases 179(suppl 1):S18-23.

## Spoljašnje veze
- Antisera на 